# Тинель Ліна Григорівна
Ліна Григорівна Тинель (15 вересня 1932, с. Сніжне Анадирського району — 5 грудня 1999) — радянський чукотський державний і політичний діяч, голова Чукотського окружного виконавчого комітету.

## Біографія
Народилася в 1932 році в родині оленяра.
Закінчила Анадирську середню школу. Потім вступила на північне відділення Ленінградського педагогічного інституту імені Герцена, який закінчила у 1956 році.
Після повернення на Чукотку працювала викладачем в Анюйській школі-інтернаті, викладала в Анадирському педагогічному училищі.
У період з 1958 по 1962 роки Тинель працювала в чукотській редакції Магаданського книжкового видавництва. На рідну мову переклала твори Луначарського, Бонч-Бруєвича. 
У 1962 році повернулася на Чукотку, де працювала коректором, перекладачем та заступником редактора окружної газети "Радянська Чукотка".
Член КПРС з 1965 року.
У 1967 році призначена на посаду методиста по національних школах Магаданського інституту вдосконалення вчителів.
У 1970 році обрана головою Чукотського окружного виконавчого комітету.
Обиралася депутатом Верховної Ради СРСР 8-го, 9-го, 10-го скликання. Член Президії Верховної Ради СРСР. Відстоювала питання облаштування національних сіл та врахування північних умов при розробці генеральних планів. 
Постановою Адміністрації Магаданської області від 28.08.1995 № 148 Ліні Тинель присвоєно звання «Ветеран праці». Померла в 1999 році.

## Нагороди
- Орден Трудового Червоного Прапора
- орден «Знак Пошани»
- Медаль «За доблесну працю. В ознаменування 100-річчя з дня народження Володимира Ілліча Леніна»